# Dihelus burmensis
Dihelus burmensis är en stekelart som beskrevs av Gupta 1979. Dihelus burmensis ingår i släktet Dihelus och familjen brokparasitsteklar. Inga underarter finns listade i Catalogue of Life.